# Cheyenne van den Goorbergh
Cheyenne van den Goorbergh (Voorburg, 6 september 1997) is een Nederlands 
voormalig voetbalspeelster die uitkwam voor ADO Den Haag in de Eredivisie. Ze scoorde haar eerste doelpunt voor Feyenoord op 3 oktober 2021 in de wedstrijd Feyenoord-Ajax. In mei 2025 kondigde ze aan na het seizoen 2024/25 te stoppen als profvoetbalster.

## Carrière

### Carrièrestatistieken
| Seizoen                    | Club            | Land            | Competitie          | Competitie | Competitie | Beker | Beker | Internationaal | Internationaal | Overig | Overig | Totaal | Totaal |
| Seizoen                    | Club            | Land            | Competitie          | Wed.       | Dlp.       | Wed.  | Dlp.  | Wed.           | Dlp.           | Wed.   | Dlp.   | Wed.   | Dlp.   |
| -------------------------- | --------------- | --------------- | ------------------- | ---------- | ---------- | ----- | ----- | -------------- | -------------- | ------ | ------ | ------ | ------ |
| 2013/14                    | FC Twente       | Nederland       | Women's BeNe League | 1          | 0          | –     | 0     | 0              | 0              | –      | –      | 1      | 0      |
| 2014/15                    | FC Twente       | Nederland       | Women's BeNe League | 1          | 0          | –     | 0     | 0              | 0              | –      | –      | 1      | 0      |
| 2015/16                    | FC Twente       | Nederland       | Eredivisie          | 11         | 0          | –     | 0     | 1              | 0              | –      | –      | 12     | 0      |
| 2016/17                    | FC Twente       | Nederland       | Eredivisie          | 8          | 0          | –     | 0     | 2              | 0              | –      | –      | 10     | 0      |
| 2017/18                    | FC Twente       | Nederland       | Eredivisie          | 24         | 3          | –     | 0     | –              | –              | –      | –      | 24     | 3      |
| 2018/19                    | FC Twente       | Nederland       | Eredivisie          | 24         | 1          | –     | 0     | –              | –              | –      | –      | 24     | 1      |
| 2019/20                    | FC Twente       | Nederland       | Eredivisie          | 10         | 0          | 1     | 1     | 7              | 0              | 6      | 2      | 24     | 3      |
| 2020/21                    | PEC Zwolle      | Nederland       | Eredivisie          | 20         | 0          | 1     | 0     | –              | –              | 5      | 0      | 26     | 0      |
| 2021/22                    | Feyenoord       | Nederland       | Eredivisie          | 24         | 2          | 2     | 0     | –              | –              | 0      | 0      | 26     | 2      |
| 2022/23                    | Feyenoord       | Nederland       | Vrouwen Eredivisie  | 18         | 2          | 1     | 0     | –              | –              | 0      | 0      | 19     | 2      |
| 2023/24                    | Feyenoord       | Nederland       | Vrouwen Eredivisie  | 15         | 0          | 2     | 0     | –              | –              | 0      | 0      | 17     | 0      |
| 2024/25                    | ADO Den Haag    | Nederland       | Vrouwen Eredivisie  | 20         | 2          | 2     | 1     | –              | –              | 0      | 0      | 22     | 3      |
| Carrière totaal            | Carrière totaal | Carrière totaal | Carrière totaal     | 176        | 10         | 13    | 1     | 10             | 0              | 11     | 2      | 210    | 13     |
| Bijgewerkt tot 17 mei 2025 |                 |                 |                     |            |            |       |       |                |                |        |        |        |        |

## Interlandcarrière

### Nederland
Op 2 maart 2018 speelde ze op de Algarve Cup tegen Denemarken, haar eerste wedstrijd voor het nationale elftal (3–2).
| Interlands van Cheyenne van den Goorbergh voor Nederland | Interlands van Cheyenne van den Goorbergh voor Nederland | Interlands van Cheyenne van den Goorbergh voor Nederland | Interlands van Cheyenne van den Goorbergh voor Nederland | Interlands van Cheyenne van den Goorbergh voor Nederland | Interlands van Cheyenne van den Goorbergh voor Nederland |
| №                                                        | Datum                                                    | Wedstrijd                                                | Uitslag                                                  | Soort wedstrijd                                          | Doelpunten                                               |
| Als speelster bij FC Twente                              | Als speelster bij FC Twente                              | Als speelster bij FC Twente                              | Als speelster bij FC Twente                              | Als speelster bij FC Twente                              | Als speelster bij FC Twente                              |
| -------------------------------------------------------- | -------------------------------------------------------- | -------------------------------------------------------- | -------------------------------------------------------- | -------------------------------------------------------- | -------------------------------------------------------- |
| 1.                                                       | 2 maart 2018                                             | Denemarken – Nederland                                   | 2 – 3                                                    | Vriendschappelijk                                        | 1                                                        |

### Nederland onder 23
Op 28 mei 2019 debuteerde Van den Goorbergh bij het Nederland –23 in een vriendschappelijk wedstrijd tegen Zweden –23 (1–0).
| Interlands van Cheyenne van den Goorbergh | Interlands van Cheyenne van den Goorbergh | Interlands van Cheyenne van den Goorbergh | Interlands van Cheyenne van den Goorbergh | Interlands van Cheyenne van den Goorbergh | Interlands van Cheyenne van den Goorbergh |
| №                                         | Datum                                     | Wedstrijd                                 | Uitslag                                   | Soort wedstrijd                           | Doelpunten                                |
| Als speelster bij FC Twente               | Als speelster bij FC Twente               | Als speelster bij FC Twente               | Als speelster bij FC Twente               | Als speelster bij FC Twente               | Als speelster bij FC Twente               |
| ----------------------------------------- | ----------------------------------------- | ----------------------------------------- | ----------------------------------------- | ----------------------------------------- | ----------------------------------------- |
| 1.                                        | 28 mei 2019                               | Nederland – Zweden                        | 1 – 0                                     | Vriendschappelijk                         | 0                                         |
| 2.                                        | 3 oktober 2019                            | Zweden – Nederland                        | 2 – 2                                     | Vriendschappelijk                         | 0                                         |
| 3.                                        | 5 oktober 2019                            | Zweden – Nederland                        | 0 – 4                                     | Vriendschappelijk                         | 0                                         |
| 4.                                        | 6 november 2019                           | Nederland – Denemarken                    | 4 – 1                                     | Vriendschappelijk                         | 0                                         |
| 5.                                        | 6 maart 2020                              | Zweden – Nederland                        | 1 – 1                                     | Vriendschappelijk                         | 0                                         |
| 6.                                        | 8 maart 2020                              | Noorwegen – Nederland                     | 1 – 1                                     | Vriendschappelijk                         | 0                                         |

### Nederland onder 19
Op 8 maart 2014 debuteerde Van den Goorbergh bij het Nederland –19 in een vriendschappelijke wedstrijd tegen Schotland –19 (2–2).
| Interlands van Cheyenne van den Goorbergh | Interlands van Cheyenne van den Goorbergh | Interlands van Cheyenne van den Goorbergh | Interlands van Cheyenne van den Goorbergh | Interlands van Cheyenne van den Goorbergh | Interlands van Cheyenne van den Goorbergh |
| №                                         | Datum                                     | Wedstrijd                                 | Uitslag                                   | Soort wedstrijd                           | Doelpunten                                |
| Als speelster bij FC Twente               | Als speelster bij FC Twente               | Als speelster bij FC Twente               | Als speelster bij FC Twente               | Als speelster bij FC Twente               | Als speelster bij FC Twente               |
| ----------------------------------------- | ----------------------------------------- | ----------------------------------------- | ----------------------------------------- | ----------------------------------------- | ----------------------------------------- |
| 1.                                        | 8 maart 2014                              | Schotland – Nederland                     | 2 – 2                                     | Vriendschappelijk                         | 0                                         |
| 2.                                        | 10 maart 2014                             | Nederland – Italië                        | 1 – 1                                     | Vriendschappelijk                         | 0                                         |
| 3.                                        | 5 maart 2015                              | Nederland – Zwitserland                   | 1 – 0                                     | Vriendschappelijk                         | 0                                         |
| 4.                                        | 7 maart 2015                              | Nederland – Verenigde Staten              | 0 – 2                                     | Vriendschappelijk                         | 0                                         |
| 5.                                        | 9 maart 2015                              | Nederland – Schotland                     | 0 – 2                                     | Vriendschappelijk                         | 0                                         |
| 6.                                        | 4 april 2015                              | Nederland – Tsjechië                      | 6 – 0                                     | Kwalificatie EK –19 2015                  | 0                                         |
| 7.                                        | 6 april 2015                              | Nederland – Slovenië                      | 3 – 0                                     | Kwalificatie EK –19 2015                  | 0                                         |
| 8.                                        | 9 april 2015                              | Denemarken – Nederland                    | 1 – 0                                     | Kwalificatie EK –19 2015                  | 0                                         |
| 9.                                        | 15 september 2015                         | Nederland – Cyprus                        | 9 – 0                                     | Kwalificatie EK –19 2016                  | 1                                         |
| 10.                                       | 20 september 2015                         | Italië – Nederland                        | 1 – 1                                     | Kwalificatie EK –19 2016                  | 0                                         |
| 11.                                       | 22 januari 2016                           | Nederland – Zwitserland                   | 2 – 1                                     | Kwalificatie EK –19 2016                  | 0                                         |
| 12.                                       | 3 maart 2016                              | Nederland – Engeland                      | 3 – 1                                     | Kwalificatie EK –19 2016                  | 0                                         |
| 13.                                       | 7 maart 2016                              | Italië – Nederland                        | 2 – 2                                     | Kwalificatie EK –19 2016                  | 1                                         |
| 14.                                       | 7 april 2016                              | Wit-Rusland – Nederland                   | 0 – 3                                     | Kwalificatie EK –19 2016                  | 0                                         |

### Nederland onder 17
Op 3 april 2013 debuteerde Van den Goorbergh bij het Nederland –17 in een kwalificatiewedstrijd tegen Denemarken –17 (2–2).
| Interlands van Cheyenne van den Goorbergh | Interlands van Cheyenne van den Goorbergh | Interlands van Cheyenne van den Goorbergh | Interlands van Cheyenne van den Goorbergh | Interlands van Cheyenne van den Goorbergh | Interlands van Cheyenne van den Goorbergh |
| №                                         | Datum                                     | Wedstrijd                                 | Uitslag                                   | Soort wedstrijd                           | Doelpunten                                |
| Als speelster bij FC Twente               | Als speelster bij FC Twente               | Als speelster bij FC Twente               | Als speelster bij FC Twente               | Als speelster bij FC Twente               | Als speelster bij FC Twente               |
| ----------------------------------------- | ----------------------------------------- | ----------------------------------------- | ----------------------------------------- | ----------------------------------------- | ----------------------------------------- |
| 1.                                        | 3 april 2013                              | Denemarken – Nederland                    | 2 – 2                                     | Kwalificatie EK –17 2013                  | 0                                         |
| 2.                                        | 27 juli 2013                              | België – Nederland                        | 1 – 3                                     | Kwalificatie EK –17 2014                  | 0                                         |
| 3.                                        | 2 augustus 2013                           | Nederland – Oekraïne                      | 4 – 1                                     | Kwalificatie EK –17 2014                  | 0                                         |
| 4.                                        | 7 augustus 2013                           | Finland – Nederland                       | 1 – 0                                     | Kwalificatie EK –17 2014                  | 0                                         |
| 5.                                        | 11 oktober 2013                           | België – Nederland                        | 1 – 0                                     | Kwalificatie EK –17 2014                  | 0                                         |
| 6.                                        | 13 oktober 2013                           | Duitsland – Nederland                     | 0 – 0                                     | Kwalificatie EK –17 2014                  | 0                                         |
| 7.                                        | 16 oktober 2013                           | Nederland – Zwitserland                   | 3 – 1                                     | Kwalificatie EK –17 2014                  | 0                                         |
| 8.                                        | 23 april 2014                             | Nederland – Zweden                        | 1 – 2                                     | Vriendschappelijk                         | 0                                         |
| 9.                                        | 25 april 2014                             | Nederland – Zweden                        | 1 – 0                                     | Vriendschappelijk                         | 0                                         |

### Nederland onder 16
Op 14 februari 2013 debuteerde Van den Goorbergh bij het Nederland –16 in een vriendschappelijke wedstrijd tegen Oostenrijk –16 (0–3).
| Interlands van Cheyenne van den Goorbergh | Interlands van Cheyenne van den Goorbergh | Interlands van Cheyenne van den Goorbergh | Interlands van Cheyenne van den Goorbergh | Interlands van Cheyenne van den Goorbergh | Interlands van Cheyenne van den Goorbergh |
| №                                         | Datum                                     | Wedstrijd                                 | Uitslag                                   | Soort wedstrijd                           | Doelpunten                                |
| Als speelster bij FC Twente               | Als speelster bij FC Twente               | Als speelster bij FC Twente               | Als speelster bij FC Twente               | Als speelster bij FC Twente               | Als speelster bij FC Twente               |
| ----------------------------------------- | ----------------------------------------- | ----------------------------------------- | ----------------------------------------- | ----------------------------------------- | ----------------------------------------- |
| 1.                                        | 14 februari 2013                          | Nederland – Oostenrijk                    | 0 – 3                                     | Vriendschappelijk                         | 0                                         |
| 2.                                        | 15 februari 2013                          | Schotland – Nederland                     | 1 – 0                                     | Vriendschappelijk                         | 0                                         |
| 3.                                        | 17 februari 2013                          | Nederland – Portugal                      | 2 – 1                                     | Vriendschappelijk                         | 0                                         |
| 4.                                        | 1 juli 2013                               | Finland – Nederland                       | 2 – 1                                     | Vriendschappelijk                         | 0                                         |
| 5.                                        | 2 juli 2013                               | IJsland – Nederland                       | 2 – 2                                     | Vriendschappelijk                         | 1                                         |
| 6.                                        | 4 juli 2013                               | Nederland – Duitsland                     | 0 – 1                                     | Vriendschappelijk                         | 0                                         |
| 7.                                        | 6 juli 2013                               | Nederland – Zweden                        | 1 – 2                                     | Vriendschappelijk                         | 0                                         |

### Nederland onder 15
Op 11 april 2012 debuteerde Van den Goorbergh bij het Nederland –15 in een vriendschappelijke wedstrijd tegen Engeland –15 (3–0).
| Interlands van Cheyenne van den Goorbergh | Interlands van Cheyenne van den Goorbergh | Interlands van Cheyenne van den Goorbergh | Interlands van Cheyenne van den Goorbergh | Interlands van Cheyenne van den Goorbergh | Interlands van Cheyenne van den Goorbergh |
| №                                         | Datum                                     | Wedstrijd                                 | Uitslag                                   | Soort wedstrijd                           | Doelpunten                                |
| Als speelster bij FC Twente               | Als speelster bij FC Twente               | Als speelster bij FC Twente               | Als speelster bij FC Twente               | Als speelster bij FC Twente               | Als speelster bij FC Twente               |
| ----------------------------------------- | ----------------------------------------- | ----------------------------------------- | ----------------------------------------- | ----------------------------------------- | ----------------------------------------- |
| 1.                                        | 11 april 2012                             | Nederland – Engeland                      | 3 – 0                                     | Vriendschappelijk                         | 0                                         |
| 2.                                        | 13 april 2012                             | Nederland – Engeland                      | 1 – 0                                     | Vriendschappelijk                         | 0                                         |
| 3.                                        | 18 april 2012                             | Nederland – Duitsland                     | 0 – 3                                     | Vriendschappelijk                         | 0                                         |
| 4.                                        | 25 mei 2012                               | België – Nederland                        | 1 – 2                                     | Vriendschappelijk                         | 0                                         |
| 5.                                        | 2 juni 2012                               | Nederland – België                        | 2 – 1                                     | Vriendschappelijk                         | 0                                         |

## Erelijst
FC Twente
| Nationaal      |    |                           |
| Landskampioen  | 3x | 2013/14, 2015/16, 2018/19 |
| KNVB beker     | 1x | 2014/15                   |
| Eredivisie Cup | 1x | 2019/20                   |

## Privé
Van den Goorbergh studeerde fysiotherapie in Enschede.